# Nordic Mining
Nordic Mining ist ein norwegisches Bergbauunternehmen, welches mehrere Vorkommen in Skandinavien exploriert. Im letzten Quartal des Jahres 2024 konnte das Projekt Engebø in der norwegischen Kommune Sunnfjord in Betrieb genommen werden; die Produktion von Rutil und Almandin (Granatart) wird seitdem hochgefahren.

## Informationen
Nordic Mining ASA ist eine Aktiengesellschaft, die auf dem zur Osloer Börse gehörenden Markt Oslo Axess notiert ist.

## Gesellschaften
| Gesellschaft                             | Land     | Metalle/Mineralien             |
| ---------------------------------------- | -------- | ------------------------------ |
| Nordic Rutile AS (100 %)                 | Norwegen | Rutil                          |
| Nordic Quartz AS (100 %)                 | Norwegen | Quarz                          |
| Nordic Ocean Resources AS (80 %)         | Norwegen | Seemineralien                  |
| Keliber Oy (etwa 14,3 %, siehe Homepage) | Finnland | Lithiumcarbonat (aus Spodumen) |

## Bergwerke
Inländisch
| Ort        | Region       | Metalle/Mineralien                             |
| ---------- | ------------ | ---------------------------------------------- |
| Engebø     | Westnorwegen | Rutil und Granate                              |
| Kvinnherad | Westnorwegen | Quarz                                          |
| Øksfjord   | Nordnorwegen | Kobalt, Kupfer, Gold, Nickel, Platin/Palladium |

Ausländisch
| Ort    | Land     | Metalle/Mineralien |
| ------ | -------- | ------------------ |
| Länttä | Finnland | Spodumen           |